# Dmitri Michailowitsch Golizyn
Dmitri Michailowitsch Golizyn (russisch Дмитрий Михайлович Голицын, auch (Fürst von) Gallitzin, Galitzin, Golicyn, Golitsyn oder Galizyn, Vorname auch Demetrius, * 4. Maijul. / 15. Mai 1721greg. in Åbo; † 19. September 1793 in Wien) war ein russischer Diplomat, Militär und Kunstmäzen.

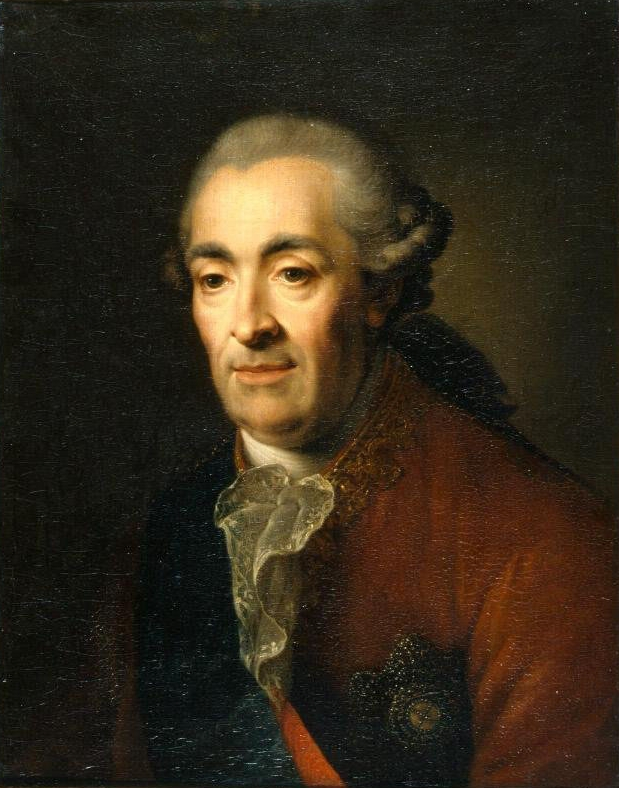
Dmitri Golizyn, Porträt von Adam Braun, 1791

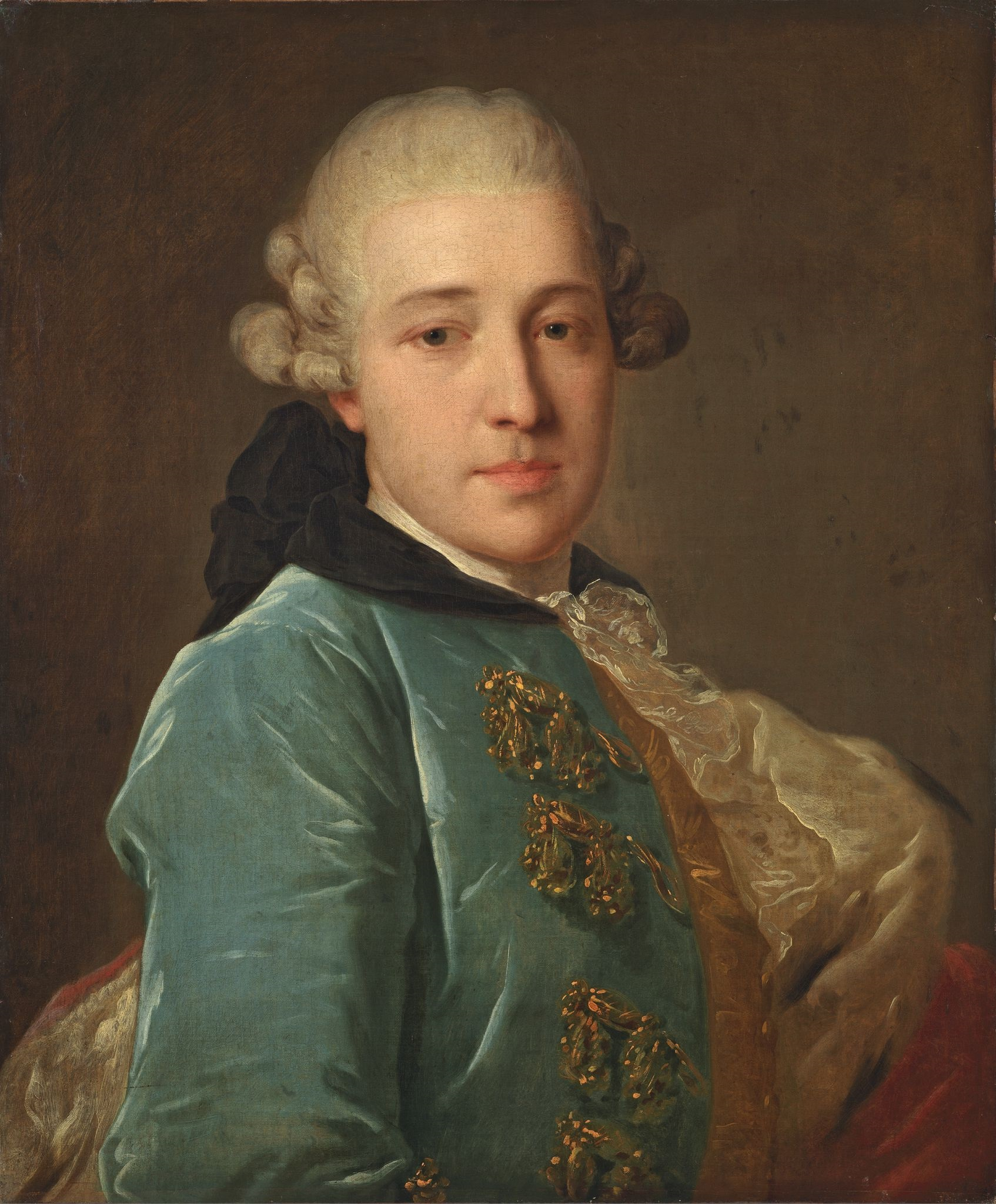
Dmitri Golizyn, Porträt von Fjodor Rokotow

## Leben
Er war das zehnte von 17 Kindern des russischen Generalfeldmarschalls Michail Michailowitsch Golizyn (1675–1730) aus der russischen Fürstenfamilie Galitzin und Prinzessin Tatjana Borissowna Kurakina (1696–1758). 1751 heiratete er in Sankt Petersburg die moldauische Prinzessin Katharina Smaragda Cantemir (1720–1761). Golizyn war Kammerherr und 1760/61 Gesandter in Paris, wo er den Lyriker Ludwig Heinrich von Nicolay als Privatsekretär beschäftigte. Ab Mai 1762 Gesandter in Wien, spielte er eine große Rolle bei der Verbesserung der Beziehungen zwischen Russland und dem Habsburgerreich. Er verhandelte erfolgreich mit Österreich die Erste Teilung Polens, die seinem Land den meisten Landgewinn brachte. Zarin Katharina die Große zeichnete ihn dafür mit dem Andreasorden und Wladimirorden aus. 1784 wurde er zum Botschafter des russischen Hofes bei Kaiser Joseph II. ernannt.
Golizyn war bekannt als ein großzügiger Förderer der Künste. Wolfgang Amadeus Mozart besuchte häufig sein Stadtpalais in der Krugerstraße 10 und spielte dort Konzerte. 1780 erwarb der Fürst weite Besitzungen, Waldteile und Hutweiden, von der Gemeinde Ottakring  im Westen Wiens am Predigtstuhl, der bald nach ihm, später auch offiziell Gallitzinberg genannt wurde. 1785 ließ er sich dort ein Sommerschlösschen erbauen, an der Stelle, wo heute das Schloss Wilhelminenberg steht. Das Schloss beherbergte seine umfangreiche Kunstsammlung. Den dazugehörenden Park zierten drei Teiche, Springbrunnen, ein Jagdschlösschen, eine künstliche römische Ruine und ein Rundtempel, wobei die zwei letzteren noch erhalten sind.
1792 bat Golizyn aus Gesundheitsgründen um seine Demission, wurde zum Generalleutnant ernannt, blieb aber in Wien, wo er 1793 starb. Seinem Wunsch entsprechend wurde sein Leichnam ohne „überflüssige Ceremonie“ auf seinem Landgut am Predigtstuhl bestattet. Nach neun Jahren wurde er allerdings auf Wunsch des Zaren nach Moskau gebracht. Sein Testament verpflichtete seinen Erben Fürst Nikolai Rumjanzew, 850.000 Rubel für das von ihm gegründete Golizyn-Krankenhaus in Moskau zu spenden.
Im Jahr 1883 wurde in Wien-Ottakring (16. Bezirk) die Gallitzinstraße nach ihm benannt.